# (4144) Vladvasilʹev
(4144) Vladvasilʹev (1981 SW6) – planetoida z grupy pasa głównego asteroid okrążająca Słońce w ciągu 5,61 lat w średniej odległości 3,16 j.a. Odkryta 28 września 1981 roku.